# Catriona (romanzo)
Catriona è un romanzo di Robert Louis Stevenson pubblicato nel 1893. È il seguito de Il ragazzo rapito (Kidnapped) e ha come protagonista David Balfour, già personaggio centrale del romanzo precedente: il libro si inizia  dove Kidnapped finisce.

## Trama
Edimburgo, 25 agosto 1751, all'esterno di una banca, David è rientrato in possesso dei suoi averi.
Il romanzo è diviso in due parti. Nella prima, "Il procuratore generale", David cerca giustizia per Alan Breck e James Stewart, accusati dell'omicidio di Appin. Muovendosi nella Scozia divisa tra giacobiti e sostenitori del re Giorgio II, fa fuggire  Alan sul continente ma non può testimoniare al processo contro il secondo poiché bloccato dai suoi nemici sulla Bass Rock. Quando viene rilasciato, David è preso sotto l'ala protettiva del procuratore generale e diventa amico di sua figlia, Barbara Grant. Il protagonista incontra inoltre Catriona MacGregor Drummond e si innamora.
La seconda parte del romanzo, "Il padre e la figlia", è  incentrata sul rapporto tra David e Catriona. I due si incontrano su una nave diretta nei Paesi Bassi, il primo per studiare legge a Leida, la seconda per raggiungere il padre, James More, fuggito dalla Scozia per le sue idee giacobite. Non trovando il padre ad attenderla, Catriona è ospitata e mantenuta da David per un certo periodo, durante il quale il loro amore si accresce. James, al suo arrivo, vorrebbe farli sposare per non compromettere la figlia, ma, ad un suo rifiuto, che aveva appena litigato con l'innamorato, rinuncia e si trasferisce con lei in Francia a Dunkerque.
Dopo qualche tempo David, che aveva ritrovato l'amico Alan, riceve l'invito da James More, rivolto ad entrambi, di raggiungerlo in Francia. Questo è però solo un espediente per catturare Alan, che James aveva venduto agli inglesi. Scoperta la trappola i due scappano seguiti da Catriona, decisa a sposare David. I due si sposano a Parigi presso il capo del clan MacGregor e tornano in Scozia.

## Edizioni
- Catriona, in Le avventure di Davide Balfour, vol. 2, trad. di Giovanni Marcellini, Milano, Corticelli, 1929
- Catriona, trad. di Maria Grazia Testi Piceni, Milano, Rizzoli, 1961; poi Roma, Landscape Books, 2015
- Catriona, trad. di Aldo Fulizio, Bari, Paoline, 1962
- Idillio scozzese, a cura di Valentina Bianconcini, Bologna, Capitol, 1965
- Catriona, in Il grande ciclo del '700 scozzese, presentazione di Anna Maria Bernardinis, Milano, Mursia, 1972